# 松潘拉拉藤
松潘拉拉藤（学名：Galium sungpanense）为茜草科拉拉藤属下的一个种。其种加词sungpanense，意为“松潘的”。